# Nazeer
Nazeer (né le 9 août 1934) est un étalon arabe égyptien de robe grise, né en Égypte au haras d'El Zahraa. 

## Histoire
Nazeer a été repéré par le général Pettko von Szandter, un réfugié hongrois chargé de la Royal Agricultural Society, renommée Egyptian Agricultural Organization (EAO) ; cet étalon était auparavant peu estimé pour l'élevage.
Il meurt de vieillesse en 1960.

## Origines
Il a été engendré par Mansour et Bint Samiha.
Son arrière-grand-père maternel, Sotamm, est un cheval dont les lignées remontent toutes aux chevaux importés par Wilfrid et Anne Blunt, du haras d'Ali Pacha Sherif. Sotamm est né en Angleterre, puis vendu au gouvernement égyptien par Lady Wentworth du Crabbet Arabian Stud.

## Descendance
Nazeer a donné de nombreux descendants, les plus connus étant Assouan, Ansata Ibn Halima, Hadban Enzahi (1952) et Morafic.
Visualiser la lignée de Nazeer sous forme de graphe
Les descendants de Nazeer rencontrent rapidement un immense succès aux États-Unis. Durant les années 1960, l'étalon des Forbis nommé Ansata Ibn Halima est connu à travers tout ce pays, grâce à son apparence. Le plus populaire est cependant Morafic.
Ibn Moniet El Nefous, un fils de Nazeer a été syndiqué en 1977 pour la somme record de 4 millions de dollars.

Un fils de Nazeer, Gazal, est exporté vers l'Allemagne. Le père d'El Shaklan provient de la lignée de Nazeer.